# Công sự

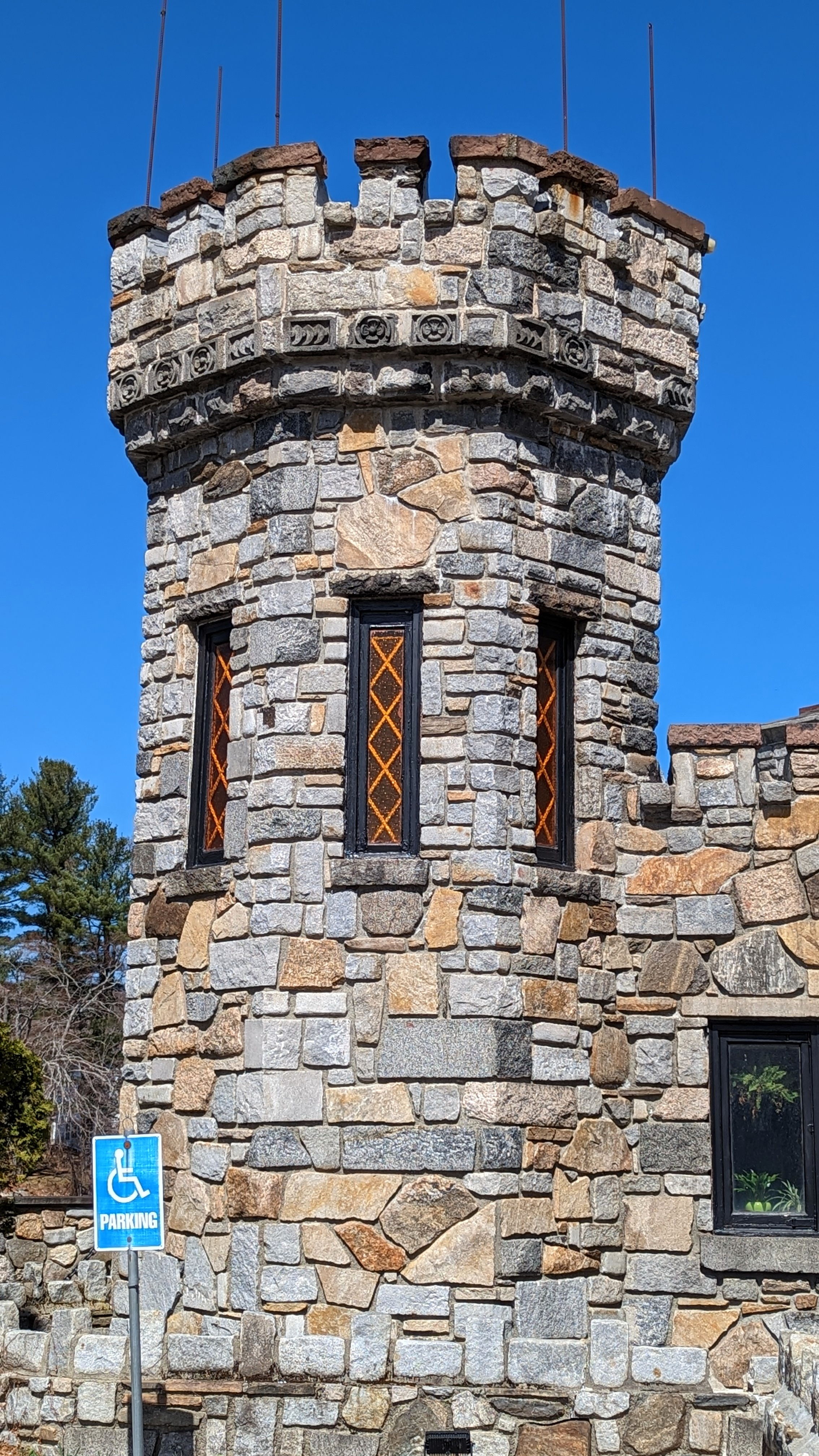
Một tháp canh pháo đài

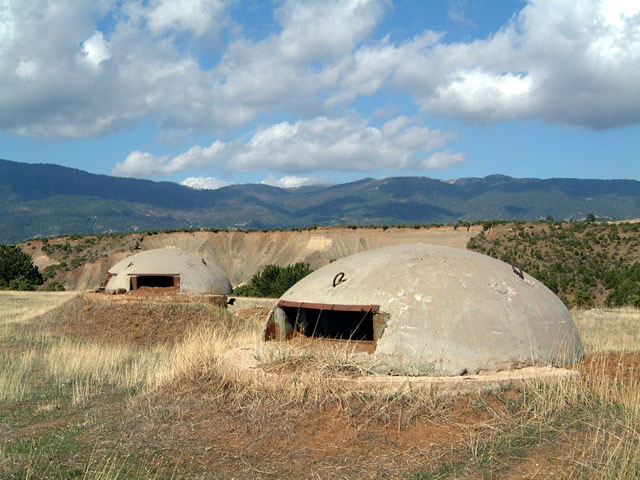
Boong ke tại Albania

Công sự là công nghệ xây dựng pháo đài dùng để bảo đảm an toàn cho người và phương tiện vật chất, kho tàng, bảo đảm chỉ huy ổn định, nâng cao hiệu quả sử dụng vũ khí và phương tiện kỹ thuật quân sự, chống các phương tiện sát thương của địch.

## Tác dụng
- Bảo đảm an toàn cho người và vũ khí trang bị.
- Phát huy hỏa lực để tiêu diệt địch.
- Tạo thế trận vững chắc, duy trì khả năng chiến đấu dài ngày, bảo đảm sinh hoạt cho bộ đội trong điều kiện chiến đấu.

## Phân loại
Dựa vào địa hình, tình hình chiến sự và bố chí chiến lược, ta phân loại như sau:
- Các hầm, hào, địa đạo, hố cá nhân chiến đấu.
- Boong ke, lô cốt, pháo đài, thành trì.
- Các đoạn tường thành, lũy.

## Yếu tố ảnh hưởng
Ảnh hưởng của địa hình, thời tiết đối với công sự có yếu tố địa hình là điều kiện cực kì quan trọng trong việc lựa chọn công sự cho phù hợp. Địa hình càng cao, càng thuận lợi cho việc bố trí các công sự để phòng thủ. Ví dụ: Hầm pháo của Quân đội nhân dân Việt Nam trong trận chiến Điện Biên Phủ năm 1954. Yếu tố của thời tiết đối với công sự cũng là vấn đề khó khăn trong công tác xây dựng công sự phòng thủ chiến lược. Ví dụ:Thời tiết mưa nhiều sẽ làm hư hại các chiến hào, gây ngập hầm, hoặc khi trời nắng, lớp đất phía trên quá cứng để đào công sự,....

## Yêu cầu bố trí
- Phải chắc chắn, duy trì được trong thời gian dài.
- Phải mang tính chiến lược, tăng khả năng phòng thủ ở mọi vị trí chiến đấu.
- Đảm bảo an toàn tối thiểu cho con người và trang bị khí tài.

## Kỹ thuật làm
Kỹ thuật cơ bản khi làm công sự: Đối với công sự phòng thủ cá nhân, ta chỉ cần xẻng, cuốc chim và vài bao cát, ta có thể làm được công sự đơn giản. Sử dụng các thiết bị xây dựng để xây dựng các công sự.